# SuperLiga Norte-Americana de 2008

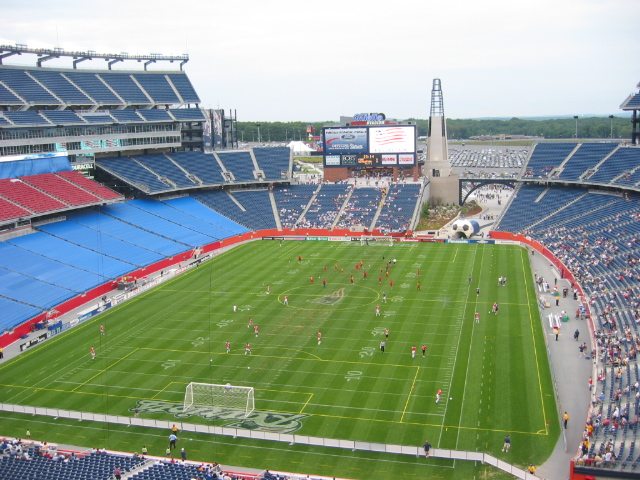
estádio da liga

SuperLiga Norte-Americana 2008 foi a segunda edição da Superliga Norte-Americana e teve como campeão o New England Revolution dos Estados Unidos.
As quatro melhores equipes da Major League Soccer por totais de pontos no final da  temporada de 2007 ganharam qualificação.

## Qualificação
As oito equipes da edição de 2008 foram selecionadas com base nas regras de qualificação definidas pelas respectivas ligas.
Os competidores da SuperLiga de 2008 foram:

Da  Major League Soccer
- D.C. United
- Chivas USA
- Houston Dynamo
- New England Revolution

Do  México:
- Guadalajara
- Pachuca
- Atlante
- Santos Laguna